# Can Peix i Mas Grau
Can Peix i Mas Grau és una obra d'Argentona (Maresme) protegida com a Bé Cultural d'Interès Local.

## Descripció
Conjunt de finca d'estiueig format per casa i ermita. L'edifici principal, de planta baixa, dos pisos i golfes, té una torre mirador en una de les cantonades.
La coberta combina teulada a quatre aigües i terrasses amb balustrada. A les façanes destaquen els motius neogòtics de decoració de les obertures i remats.
Sembla que l'edificació que hi ha a ponent de can Peix és l'antic mas Grau, de dos cossos i planta baixa i dos pisos, amb teulada a dues vessants.
És una de les transformacions masia-xalet de més importància de la vila, fruit de l'arribada de la burgesia barcelonina a la vila.
El subsòl també està protegit mitjançant les fitxes Q2-06 i Q2-07 del Catàleg de patrimoni arquitectònic, arqueològic, paisatgístic i ambiental.